# Le Tour de France 88
Pour les articles homonymes, voir Tour de France (homonymie).
Albums de France Gall
Babacar
(1987) Double Jeu
(1992)
Le Tour de France 88 est un album live de France Gall sorti en 1988. Il s'est vendu à plus de 300 000 exemplaires en France.

## Titres
| No  | Titre                                          | Durée |
| --- | ---------------------------------------------- | ----- |
| 1.  | Urgent d'attendre                              | 5:38  |
| 2.  | Il jouait du piano debout                      | 5:38  |
| 3.  | Amor también (titre absent de la version CD)   | 4:10  |
| 4.  | Hong-Kong Star (titre absent de la version CD) | 4:38  |
| 5.  | Évidemment                                     | 3:41  |
| 6.  | J'irai où tu iras                              | 11:56 |
| 7.  | Big fat mamma                                  | 4:34  |
| 8.  | J'ai besoin de vous                            | 5:43  |
| 9.  | Résiste                                        | 5:58  |
| 10. | Débranche                                      | 9:38  |
| 11. | Babacar                                        | 9:15  |
| 12. | Ella, elle l'a                                 | 7:43  |
| 13. | C'est bon que tu sois là                       | 4:07  |

## Crédits

### Paroles et musique
- Michel Berger

### Le spectacle

#### Musiciens et autres artistes
- Basse : Jannick Top
- Guitare : Jimmy Rip (en)
- Batterie : Joe Hammer
- Percussions : François Constantin[Note 1]
- Claviers : Serge Perathoner, Philippe Perathoner
- Saxophone : Jimmy Robert
- Les Phenix Horns :
  - Saxophone : Donald Myrick
  - Trombone : « Lui Lui » alias Louis Satterfield
  - Trompettes :
    - « Rahmlee » alias Michael Davis
    - Harry Kim

  - Arrangeur cuivres : Steve Madaio
- Chœurs : Kate Markowitz, Cheryl Lee Poirier
- Danseuse (ombre chinoise) : Marthe-Hélen Raulin
- Participation des Tambours et Rosettes de Doudou N'Diaye Rose pour Babacar

#### Production du spectacle
- Titre : Le Zénith de France
- Représentations du 12 novembre au 6 décembre 1987 au Zénith de Paris
- Conception et mise en scène : Michel Berger
- Assistante à la mise en scène : Corinne Barcessat[Note 2]
- Chorégraphie : France Gall
- Direction musicale : Jannick Top
- Costumes : Philippe Forestier assisté de Patrice Louis
- Décors : Jean Hass
- Lumières : Jacques Rouveyrollis, Rock Segovia
- Producteur : Gilbert Coullier pour les Spectacles Camus-Coullier

#### L’album
- Prise de son au Zénith : Olivier Do Espirito Santo avec le studio mobile Le Voyageur
- Réalisation et mixage : Jean-Pierre Janiaud et Olivier Do Espirito Santo au studio Gang pour les Disques Apache
- Éditeurs :
  - Éditeurs d’origine : Colline et MBM (Michel Berger Music)
  - Droits transférés aux Éditions Apache France
- Album paru simultanément sous deux formats le 7 novembre 1988 :
  - Double 33 tours / LP Stéréo  Apache 244214-1
  - CD  : Apache 244214-2
- Photographies : Thierry Boccon-Gibod, Tony Frank

## Autour du spectacle
- Le Zénith de France a été filmé par Bernard Schmitt en 1987 et la vidéo intitulée Le Tour de France 88 est parue le 7 novembre 1988 sous deux formats :
  - VHS 244216-3
  - Laserdisc  244216-6